# Конференція ООН з питань клімату 2017
Конференція ООН з питань клімату 2017 року — міжнародна зустріч, присвячена кліматичним змінам. Проходить у німецькому Бонні з 6 до 17 листопада 2017 року. Це 23-тя конференція Рамкової конвенції ООН про зміну клімату (СОР 23), 13-та конференція учасників Кіотського протоколу (CMP13) та друга конференція учасників Паризької угоди (CMA2).

## Місце проведення

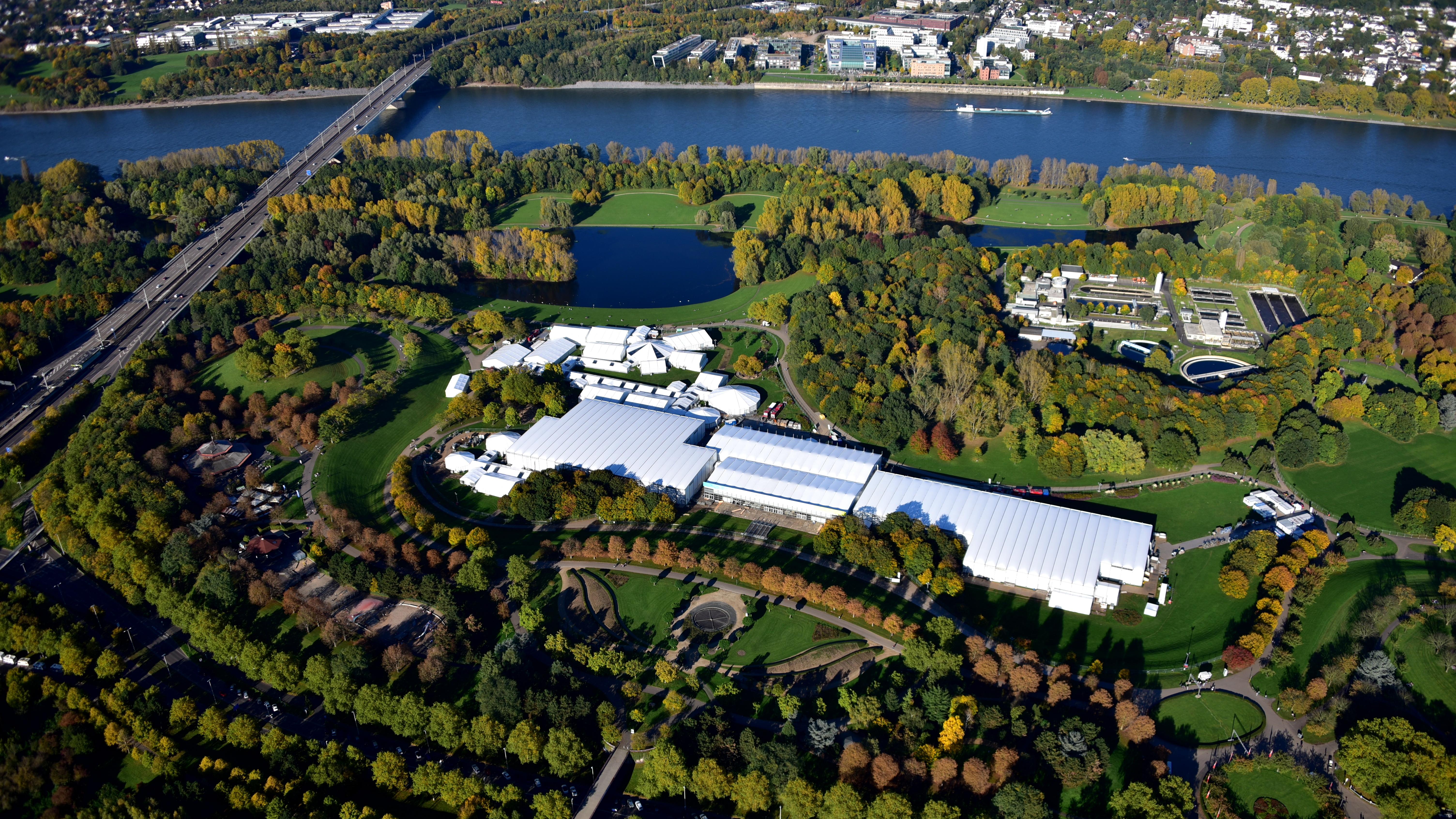
Парк «Райнауе» на березі Рейну за декілька днів до початку роботи конференції. Тимчасові павільйони, збудовані спеціально для проведення конференції, білого кольору

Вперше в історії конференції головуватиме на ній одна країна, а проводитимуть захід в іншій державі. За принципом ротації 2017 року конференція мала відбутися на островах Фіджі. Однак невеликий архіпелаг виявився технічно неспроможним прийняти на своїй території 25 тисяч гостей. У зв'язку з цим конференцію вирішили перенести до Бонна, де розташована штаб-квартира Секретаріату Рамкової конвенції ООН щодо змін клімату. При цьому Фіджі офіційно головує на конференції, оскільки зміни клімату становлять серйозну загрозу для існування архіпелагу, який складається з понад 300 островів. Німеччина, у свою чергу є лише технічно є стороною, яка приймає конференцію.
Конференція проходить у двох місцях: колишньому урядовому кварталі Бонна, а також у парку «Райнауе», де для учасників конференції зведено містечко з наметів та тимчасових споруд. Переговори країн-учасниць проводитимуть у спеціально побудованих павільйонах загальною площею 55 тисяч квадратних метрів.
Оскільки 9 тисяч місць у готелях Бонна виявилося недостатньо, делегати СОР23, представники некомерційних організацій і журналісти ночуватимуть і у сусідньому Кельні.

## Бюджет
Організація конференції обійдеться у 117 мільйонів євро. Одна лише система захисту від повеней, встановлена на випадок розливу води у Рейні, коштує два мільйони.

## Учасники
У роботі конференції взяли участь загалом 25 тисяч учасників з понад 190 країн світу. Серед них — канцлер Німеччини Ангела Меркель, президент Франції Еммануель Макрон, Генеральний секретар ООН Антоніу Гутерреш, актори Леонардо Ді Капріо та Арнольд Шварценеггер, а також багато інших політиків і знаменитостей. 15 листопада світові лідери були спікерами конференції. Зокрема, вони наголосили на наступному.
- Еммануель Макрон заявив: «Боротьба зі зміною клімату, безумовно, є найважливішою боротьбою нашого часу» та «Зміна клімату додає ще більшу несправедливість до вже несправедливого світу».
- Ангела Меркель у виступі наголосила: «Зміна клімату — це питання, що визначає нашу долю як людства — це визначить благополуччя всіх нас».[3]

## Протести

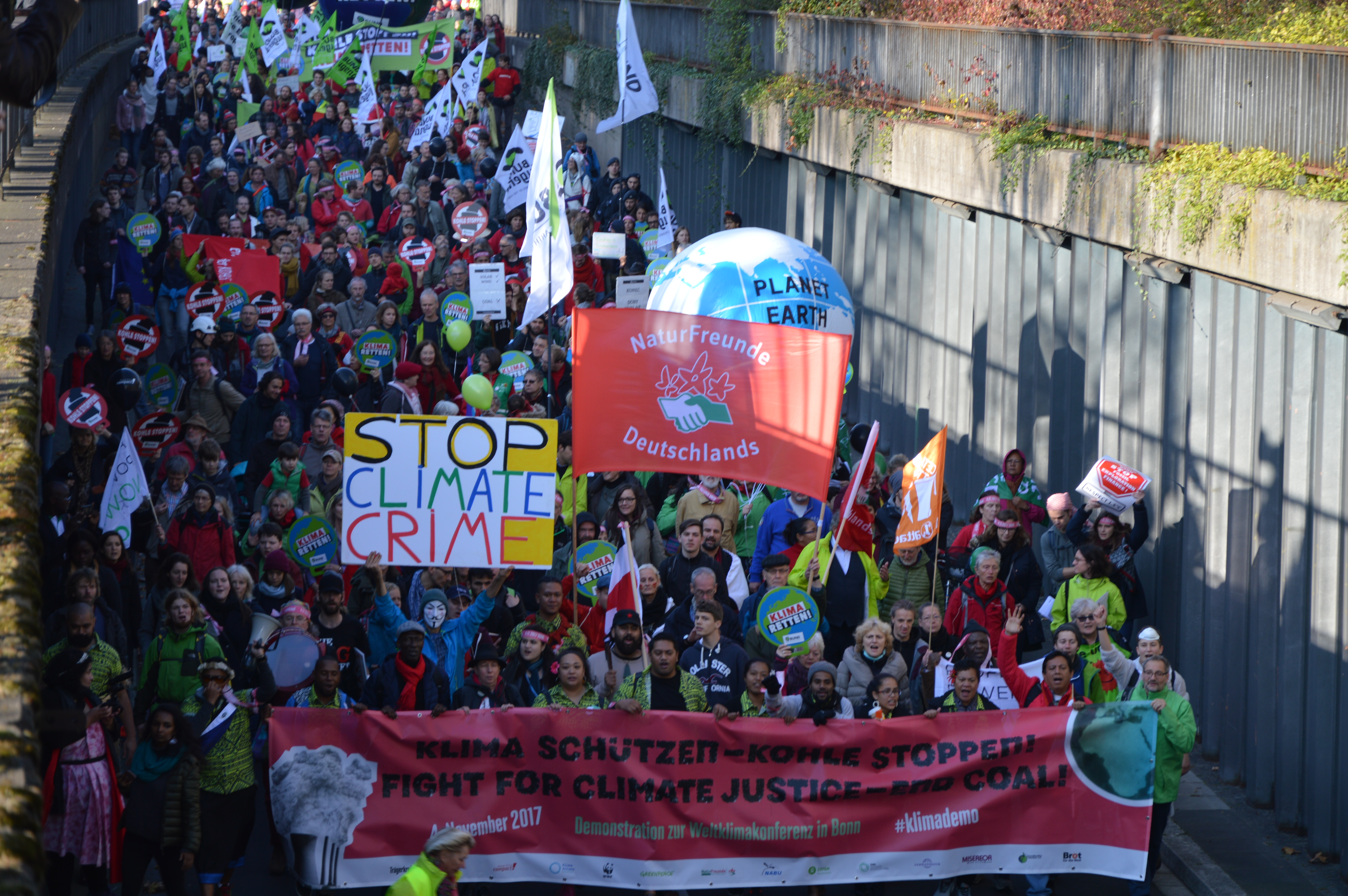
Демонстрація в Бонні 4 листопада 2017

Екологи-активісти використали конференцію як можливість привертання уваги громадськості до проблем змін клімату. З цієї нагоди було проведено ряд акцій.
4 листопада, до початку роботи конференції, у Бонні було проведено демонстрацію, що зібрала понад 25 тис. учасників. Вони виступали на знак протесту проти використання викопного палива. Учасники акції мали банери з гаслами на кшталт «Революція, а не забруднення» та «Трамп: кліматичний геноцид».
11 листопада близько чотирьох тисяч захисників навколишнього середовища вийшли на демонстрацію. Учасники акції закликали до більш рішучих кроків щодо боротьби з глобальним потеплінням і «індустріального роззброєння». А також вимагали відключити вугільні ТЕС у Німеччині, створити план дій для припинення виробництва електроенергії з кам'яного вугілля і включити до Паризької угоди пункт щодо обмеження викидів СО2 в авіації.

## Результати
Головним результатом заходу став проект документів щодо виконання Паризької кліматичної угоди, ухваленої у 2015 році. Затвердити цей проект планують на наступній кліматичній конференції, яка відбудеться у 2018 році. У проекті правил щодо виконання Паризької угоди йдеться головно про те, яким чином 195 держав-учасниць мають вимірювати обсяг викидів СО2 в атмосферу. Усі держави-підписантки повинні застосовувати однакові методи вимірювання.
16 листопада 18 держав, а також кілька американських штатів і підприємств — усього 25 учасників — оголосили про створення міжнародного альянсу за відмову від вугільної енергетики.
Міністр з питань довкілля Німеччини Барбара Гендрікс назвала результат боннської конференції успішним. 
Деякі країни, що розвиваються, залишилися розчарованими, адже попри їхні сподівання багаті країни не пообіцяли їм більшої фінансової підтримки.